# Milton Wynants
Milton Wynants, född den 29 mars 1972 i Paysandú, Uruguay, är en före detta uruguayansk tävlingscyklist som tog OS-silver i poängloppet vid olympiska sommarspelen 2000 i Sydney. 